# Rue Bernard-Tétu
La rue Bernard Tétu est une voie du 19e arrondissement de Paris, en France.

## Situation et accès
La rue Benjamin-Constant est une voie publique située dans le 19e arrondissement de Paris. Elle débute rue Colette-Magny et se termine rue Curial.

## Origine du nom

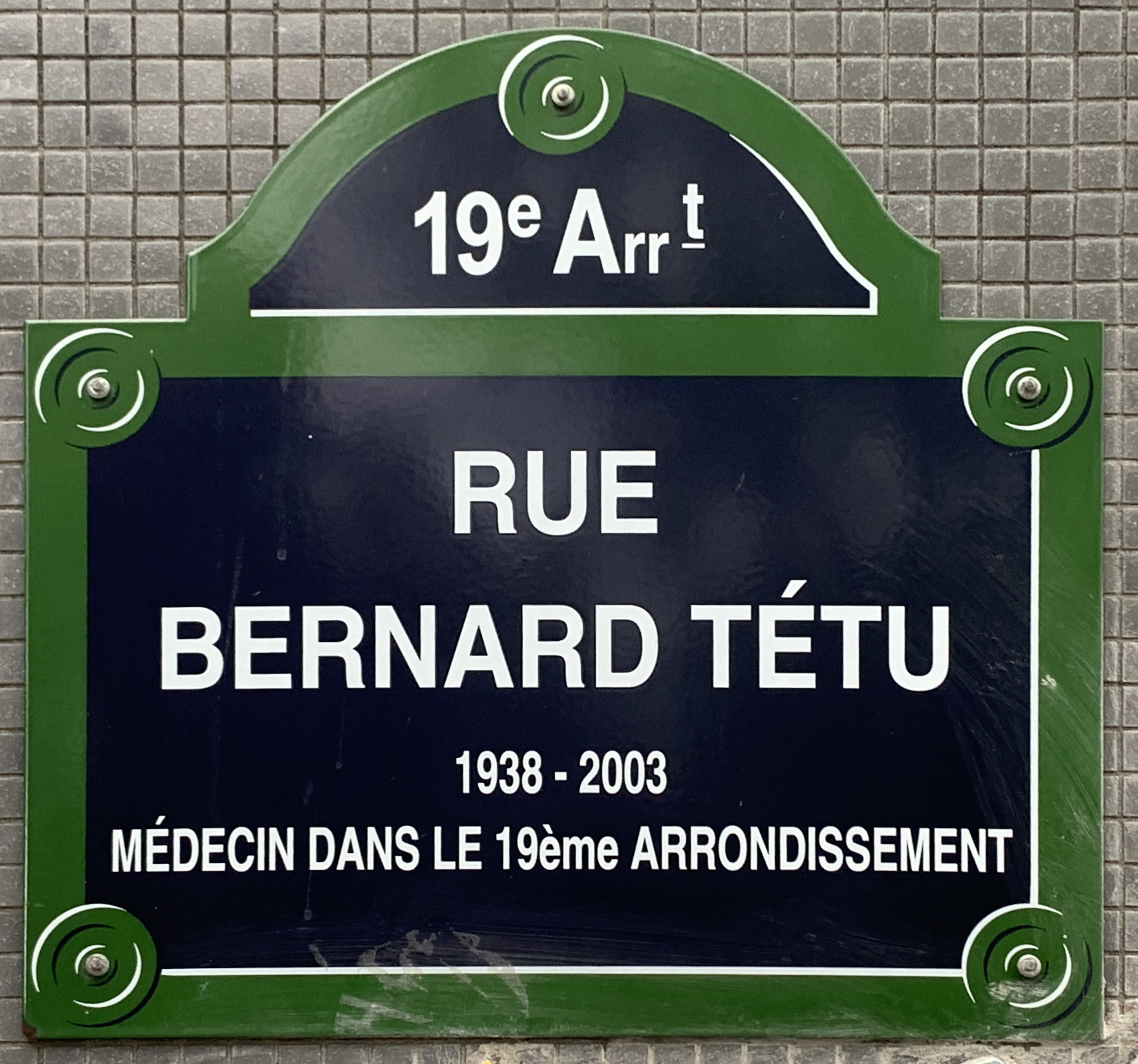
Plaque de la rue.

Elle porte le nom de Bernard Tétu (1938-2003), médecin du 19e arrondissement de Paris. Le docteur Tétu a exercé toute sa carrière rue Curial. En témoignage de son dévouement à ses patients et aux habitants du quartier, ses derniers ont choisi de lui rendre hommage en décidant de  la dénomination de cette nouvelle voie.

## Historique
La rue a été ouverte initialement en 1970 par l'Office public d'HLM de la Ville de Paris lors de l'aménagement de l'ex-domaine gazier de la Villette. Nommée voie AN/19, puis résidence Michelet, la rue est ouverte à la circulation publique par un arrêté du 26 mars 2012.
Elle prend sa dénomination actuelle par un décret du 26 et 27 septembre 2011.